# مثلية الموجودية
مثلية الموجودية (باليونانية: ὁμοιούσιος)‏ مصطلح لاهوتي مسيحي، صاغته في القرن الرابع مجموعة مميزة من اللاهوتيين المسيحيين الذين يؤمنون بأن الله الابن له موجودية (أو جوهر) الله الآب، ولكن ليس متطابقًا. نشأت النزعة المثلية كمحاولة للتوفيق بين تعاليم متناقضة للأكاسيوسية ومثلية الجوهر.